# Narodowy Związek Wyzwoleńczy
Narodowy Związek Wyzwoleńczy (port., Aliança Nacional Libertadora, skr. ANL) – brazylijska koalicja (front ludowy) stworzona przez Brazylijską Partię Komunistyczną i funkcjonująca od marca 1935 do 1937.
W 1934 w Urugwaju odbyła się konferencja latynoamerykańskich partii komunistycznych, a w 1935 VII Zjazd Międzynarodówki, na którym Georgi Dymitrow wygłosił przemówienie przeciwko faszyzmowi. Z uwagi na małą popularność idei komunistycznych w społeczeństwach zjazd ten zalecił wchodzenie komunistów w sojusze z postępowymi partiami burżuazyjnymi i tworzenie frontów ludowych. 
Brazylijską odpowiedzią na te wytyczne było powołanie przez komunistów brazylijskich w marcu 1935 Aliança Nacional Libertadora, który postulował m.in.: wymazanie zadłużenia zagranicznego Brazylii (ale tylko w stosunku do państw imperialistycznych), nacjonalizacja przedsiębiorstw kontrolowanych przez obcy kapitał, gwarancja swobód osobistych, reforma rolna polegająca na rozdziale latyfundiów przy jednoczesnej ochronie małej i średniej własności rolnej oraz utworzenie rządu reprezentatywnego dla narodu. Spośród sześciu głównych organizatorów ANL trzech wywodziło się ze środowiska młodych oficerów, m.in. kapitan marynarki Hercolino Casparo (dowódca zbuntowanej załogi okrętu São Paulo z 1924). Na honorowego przewodniczącego wybrano Luísa Carlosa Prestesa.
Front działał legalnie do lipca 1935 i zgromadził w swych szeregach około 70-100 tysięcy ludzi, choć sami komuniści mówili o 400 tysiącach członków. Byli to głównie mieszkańcy miast (w szczególności z niższych warstw społecznych, głównie z klasy robotniczej). Sukces zawdzięczał zajmowaniu się w całym kraju drobnymi sprawami, ważnymi dla społeczności lokalnych. Przyciągał też pewną liczbę osób z warstw średnich, w tym przeciwników komunizmu, ze względu na retorykę antyfaszystowską. Koalicja została zdelegalizowana przez Getúlio Vargasa, po tym, jak Prestes, w rocznicę powstań Tenentystów z 1922, wydał wezwanie do bezpośredniej konfrontacji z rządem. Potem organizacja działała nielegalnie do 1937.